# カーマ (ヒンドゥー教)
カーマ（サンスクリット語：का、パーリ語: kāma）は、ヒンドゥー教、仏教、ジャイナ教における喜び、楽しみ、欲望の概念である。日本語では、ヒンドゥー教のカーマは性愛や愛欲と訳されることが多いが、優美さや典雅さも表しており、「教養・文化の薫り高い人格を備えるに必要なもの」である。

## 概要
ヒンドゥー教、仏教、ジャイナ教、シク教の文献では「欲望、願い、切望」を指すこともあるが、芸術、舞踏、音楽、絵画、彫刻、自然などから得られる感覚的な楽しみ、感情的に惹きつけられること、美的な喜びを指すこともある。
カーマ追及の教典として最も重要で有名なのが『カーマ・スートラ』であり、現存する古代インドの性愛論書の中で最も古い。本書では、当時のインドの都市文化の粋が分類・分析され、ナーガラカ（都会に住む紳士、粋人）に性愛の技法、恋の喜びの手段を教えることを目的としている。女性、特にガニカーと呼ばれる品性・美貌・美徳を具え王に厚遇される遊女にも、これらの技法の修得を勧めている。本書によるカーマの定義は次の通りである。
現代文学では、カーマは性的欲求や感情的な切望を意味するためによく使われるが、古代の概念はより広いもので、性的な意味合いの有無にかかわらず、あらゆる欲望、願望、情熱、喜び、または芸術や美の楽しみ、美意識、人生の楽しみ、優しい愛情、愛とつながり、愛の楽しみ等を広く指す。インド思想の研究者の山上證道は、『マハーバーラタ』の記述から理解できるカーマとは、「人と生まれて必要不可欠な『美しきもの』『優しきもの』『雅なるもの』の価値の基準となり、理想とすべきものである。人間がもっとも人間らしく生きるためになにをなすべきか、それがカーマの名の下に学ばれたのである。粋人（ナーガラカ）・芸者（ガニカー）が理想として描かれていることでも理解できるように、教養・文化の薫り高い人格を備えるに必要なもの、それがカーマであり、性愛のみを指すものでない。」と説明している。『カーマ・スートラ』は、インドで古くから王侯貴族にとって必須の教養学術指南書であった。本書は、カーヴィヤ（美文体純文学）、アランカーラ（修辞学）、演劇論（『ナーティヤ・シャーストラ』など）といった美学・純文学分野の源であり、愛や美の理論の基礎概念としてラサ（情調）が説かれるようになり、ラサ理論を中心に美の仕組みが研究された。
ヴェーダ聖典成立時代の後期には、人間が人生において追及すべき目的や義務、価値基準として、ダルマ（道徳、倫理といった正しい生き方）、アルタ（富、財産、生計といった実利）、カーマが別々に論じられていたが、次第にまとめられて、プルシャ・アルタ（Puruṣārtha、人生の目的）と呼ばれるようになった。古代より3つのプルシャ・アルタは明確に三つ巴（トリヴァルガ（三種））として掲げられており、各々をバランスのとれた形で追求することが、人間の最高の生き方と規定されている。そのためカーマ含めた3つのプルシャ・アルタは、それぞれ学問的対象として詳しく研究され、論書として伝承されてきた。カーマの学問をカーマ・シャーストラ（kamasastra）と呼び、興味半分の好事家向けというわけではなく、真面目な人生の目的としてカーマの追求が促され、一種の学問体系として伝承された。（ヒンドゥー教は宗教としては珍しく、世俗的な意味で人生に必要な欲求もおおらかに教義に組み入れており、3つのプルシャ・アルタに精神的な心の平安を求める宗教的な目的である解脱（モークシャ）を加えて、人生の四大目的とすることもある。）

## 仏教
仏教のパーリ経典においては、釈迦は五感で得られる欲望の放棄 (離欲, ネッカンマ、nekkhamma)こそが悟り（ボーディ）への道だと説いた。離欲は八正道のうち正思惟の一つである。
多くの仏教徒は、五戒を守ることを日課とし、それにはパートナー以外との性交渉を避ける不邪婬戒(kāmesu micchācārā veramaṇī sikkhāpada) が含まれる。

### 欲愛
欲愛（巴: kāmacchanda）とは、貪欲、欲貪、欲欲とも訳され、五根からの欲（Kāma）の情報を欲する・恋しがる（chanda）こと。五下分結のひとつである。
欲愛は解脱を妨げるものであるため、五蓋のひとつとして欲愛蓋（kāmacchandanīvaraṇa）が挙げられる。